# Colonia Belisario Domínguez
Colonia Belisario Domínguez är en ort i Mexiko.   Den ligger i kommunen Pinos och delstaten Zacatecas, i den centrala delen av landet, 400 km nordväst om huvudstaden Mexico City. Colonia Belisario Domínguez ligger 2 107 meter över havet och antalet invånare är 255.
Terrängen runt Colonia Belisario Domínguez är huvudsakligen platt, men österut är den kuperad. Runt Colonia Belisario Domínguez är det glesbefolkat, med 19 invånare per kvadratkilometer. Närmaste större samhälle är Huertas del Mezquite, 18,1 km norr om Colonia Belisario Domínguez. Omgivningarna runt Colonia Belisario Domínguez är i huvudsak ett öppet busklandskap.